# Der glorreiche Augenblick

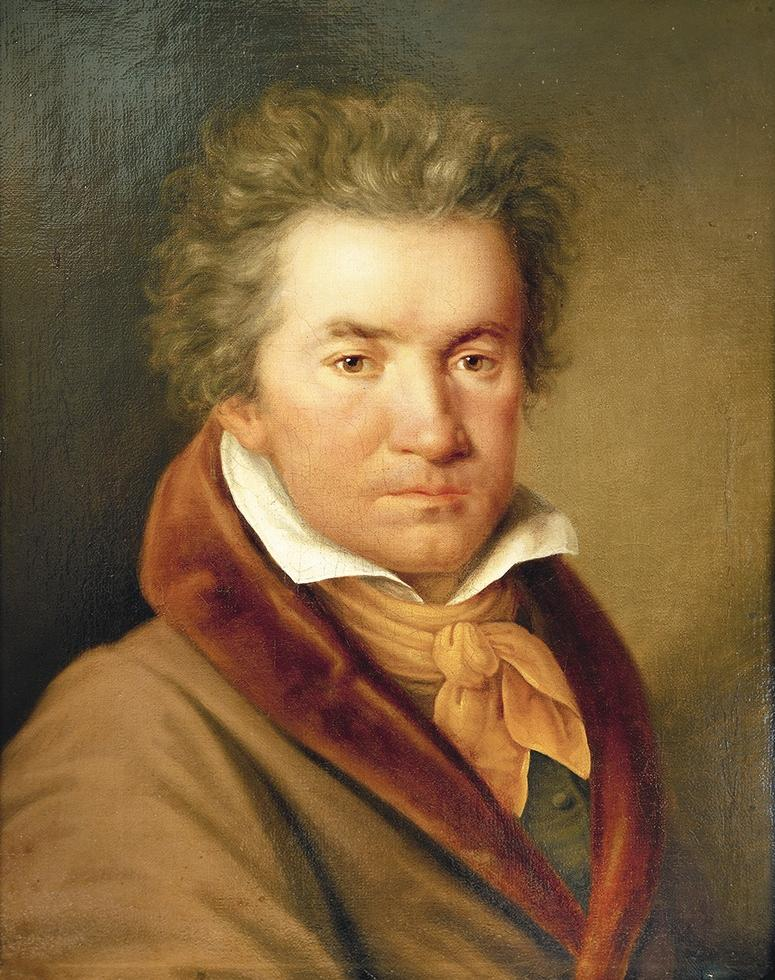
Beethoven en 1815.

Der glorreiche Augenblick, Op. 136 (El momento glorioso) es una cantata compuesta por Ludwig van Beethoven en 1814 y publicada en 1837.

## Historia

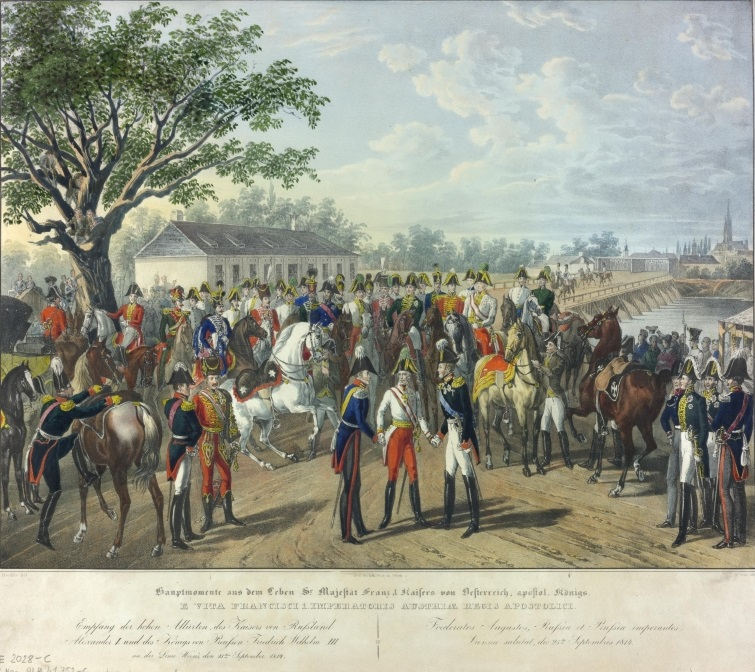
El Congreso de Viena

La composición de la pieza finalizó en 1814 pero no se publicó hasta 1837, de ahí su elevado número de opus. La cantata fue escrita para la apertura del Congreso de Viena tras el final de las guerras napoleónicas. Su estreno tuvo lugar el 29 de noviembre de 1814 para inaugurar el Congreso de Viena. Como es una pieza de circunstancias, se tocó sólo en esa ocasión.
Aunque Beethoven había apoyado inicialmente a Napoleón Bonaparte, dedicándole su célebre Sinfonía Heroica, le rechazó cuando se proclamó Emperador y tachó la dedicatoria de la portada con tanta violencia que rompió la página. Según Robert Cummings, en ocasiones Beethoven, a pesar de toda su habilidad compositiva, permitió que su aversión hacia Napoleón y su alegría por la derrota del emperador francés le sirvieran de motivación para escribir música que sabía que debía contener cierta dosis de ampulosidad y chabacanería. En el siglo XX Shostakovich fue víctima de la tendencia a politizar (y, por tanto, a atenuar el valor artístico) su música con mucha más frecuencia que Beethoven. En los seis movimientos de la cantata, Beethoven ofrece muchos momentos interesantes, e incluso algunos verdaderamente gloriosos, pero probablemente la banalidad de los textos de Weissenbach, unida a su propia necesidad de celebrar la derrota de Napoleón, sabotearon su inspiración.
Se trata de una obra inusual puesto que lleva un número de opus pero, igual que algunas obras menores y suprimidas del compositor que llevan un número "WoO", no se publicó hasta después de la muerte de Beethoven. En este caso no se publicó hasta 1837, diez años después de su fallecimiento. La razón por la que no buscó la publicación de esta cantata en vida debió de estar relacionada con las dudas sobre su valor artístico. Beethoven había retenido muchas obras, especialmente un buen número de las primeras de su carrera, debido a su necesidad de estar completamente seguro de que la música merecía ser publicada. Sin embargo, rara vez se asignaba un número de opus a estas obras una vez terminadas.

## Instrumentación
La partitura está escrita para dos sopranos, tenor y bajo solistas, coro y orquesta.

## Estructura y análisis
La obra consta de seis movimientos:
1. Coro: "Europa steht!" (¡Europa se levanta!). Allegro, ma non troppo, en la mayor
2. Recitativo: "O seht sie nah' und näher treten!" (¡Oh, vedlos cerca' y paso más cercano!). Andante, en re mayor
3. Aria con coro: "O Himmel, welch' Entzücken!" (¡Oh cielo, qué delicia!). Allegro, en si bemol mayor
4. Recitativo: "Das Auge schaut" (El ojo mira), en si mayor
5. Recitativo y cuarteto: "Der den Bund im Sturme fest gehalten" (El que guardó el pacto en la tormenta). Allegro, en la mayor
6. Coro: "Es treten hervorge" (El que guardó el pacto en la tormenta). Poco allegro, en do mayor

Se trata de una obra coral de unos cuarenta y cinco minutos de duración. Contiene textos de Alois Weissenbach y la música es a veces ampulosa y poco inspirada, no muy diferente de la de La victoria de Wellington, obra orquestal que también celebra la misma ocasión.

## Recepción de la obra
En el momento de su estreno (29 de noviembre de 1814), la obra fue bien recibida, probablemente porque tanto el público como la crítica estaban embargados por el patriotismo y por la alegría y el alivio que sentían al verse libres de cualquier nueva tiranía napoleónica.